# Легенькова, Елизавета Александровна
Елизавета Александровна Легенькова (16 марта 1957) — российский учёный, специалист в области литературоведения, переводчик, кандидат филологических наук, профессор.

## Образование
С 1979 году окончила Филологический факультет Ленинградского ордена Ленина и ордена Трудового Красного Знамени государственного университета имени А. А. Жданова.
В 1999 году в альма-матер защитила диссертацию на соискание учёной степени кандидата филологических наук по специальности 10.01.05. — Литературы народов Европы, Америки и Австралии, тема: "Творчество Жоржа Дюамеля в 30-40-е годы: «Хроника семьи Паскье» (научные руководители — к.филол.н, доцент И. С. Ковалёва, к.филол.н, доцент А. И. Владимирова).

## Преподавательская и административная работа в высшей школе
Работает в Санкт-Петербургском гуманитарном университете профсоюзов. Является членом Ученого Совета факультета, членом Методического совета СПбГУП.
С 2006 года по настоящее время — профессор, заведующая кафедрой немецкого и романских языков.

## Научная деятельность
Профессор Е. А. Легенькова — автор более 100 научных и учебно-методических работ на русском и французском языках, сфера научных интересов — французская литература первой половины XX века, компаративистика, переводоведению.
Много лет в рамках научных исследований сотрудничала с известным российским литературоведом, доктором филологических наук, профессором Т. С. Таймановой.

## Избранные работы

#### Научные статьи
- Легенькова Е. А. Советские музеи глазами французских писателей: «места памяти»1 или места забвения? / Е. А. Легенькова // Статьи о французской литературе: Сборник статей к 100-летию Л. Г. Андреева / Отв. редактор: О. Ю. Панова. — Москва : Общество с ограниченной ответственностью «Литфакт», 2022. — С. 382—400.
- Легенькова Е. А. К вопросу о профессиональном лингвистическом образовании в эпоху перемен / Е. А. Легенькова // Глобальный конфликт и контуры нового мирового порядка : XX Международные Лихачевские научные чтения, Санкт-Петербург, 9—10 июня 2022 года. — Санкт-Петербург: Санкт-Петербургский гуманитарный университет профсоюзов, 2022. — С. 507—508.
- Легенькова Е. А., Тайманова Т. С. Судьба Виктора Сержа как переводчика / Е. А. Легенькова, Т. С. Тайманова // Rossica. Литературные связи и контакты. — 2021. — № 1. — С. 181—223.
- Легенькова Е. А., Тайманова Т. С. Воображаемое путешествие в страну Советов Жюля Ромена: реальность и литературный вымысел / Е. А. Легенькова, Т. С. Тайманова // Rossica. Литературные связи и контакты. — 2021. — № 1. — С. 7—18.
- Легенькова Е. А. Тургенев в ссылке. / Е. А. Легенькова // История русской литературы XIХ-XX веков. История книжного дела в России в 1917—1927 годы : ПАМЯТИ АНАТОЛИЯ ИВАНОВИЧА БАТЮТО 1920—2020. — Санкт-Петербург: ООО «Скифия-принт», 2020. — С. 336—391.
- Легенькова Е. А. Об изменении функции преподавателя иностранного языка при использовании мультимедийных технологий на занятиях по культуре речевого общения / Е. А. Легенькова // Дистанционное обучение в высшем образовании: опыт, проблемы и перспективы развития : XIII Всероссийская научно-практическая конференция с международным участием, Санкт-Петербург, 21 апреля 2020 года / научный редактор Л. В. Путькина, заведующая кафедрой информатики и математики СПбГУП,
- кандидат технических наук, профессор СПбГУП. — Санкт-Петербург: Санкт-Петербургский Гуманитарный университет профсоюзов, 2020. — С. 43—44.
- Легенькова Е. А. О встречах французских писателей Жоржа Дюамеля и Люка Дюртена с Владимиром Маяковским (Москва-Париж 1927 Г.) / Е. А. Легенькова // Творчество В. В. Маяковского. Том Выпуск 4. Книга 2. — Москва: Институт мировой литературы им. A.M. Горького Российской академии наук, 2020. — С. 29—39.
- Легенькова Е. А. Памяти Т. С. Таймановой / Е. А. Легенькова // Древняя и Новая Романия. — 2020. — № S26. — С. 1—14.
- Тайманова, Т. С. Документальные свидетельства Бориса Суварина о трагедии советских писателей / Т. С. Тайманова, Е. А. Легенькова // Вестник Санкт-Петербургского университета. История. — 2019. — Т. 64, № 1. — С. 277—292.
- Легенькова Е. А. «Дорогие гости» в советских художественных музеях: Ж. Дюамель и Л. Дюртен / Е. А. Легенькова // Новые российские гуманитарные исследования. — 2019. — № 14. — С. 98.
- Легенькова Е. А., Тайманова Т. С. А. Виоллис о России, или «светотень» с востока / Е. А. Легенькова, Т. С. Тайманова // Литература и революция век двадцатый / Печатается по постановлению редакционно-издательского совета филологического факультета МГУ имени М. В. Ломоносова. — Москва : ЛИТФАКТ, 2018. — С. 216—230.
- Legenkova E., Taimanova T. Victor Serge traducteur / E. Legenkova, T. Taimanova //. — 2018. —Vol. 31. — P. 271—282.
- Taimanova T. S., Legenkova E. A. Le petit dieu Eros et l’Etat. L’Amour dans les recits de voyage en URSS des auteurs francophones / T. S. Taimanova, E. A. Legenkova // L’Amour en littérature, Possonnière, 19-20 июля 2016 года. — Possonnière: L’Association Internationale de la Critique Littéraire, 2017. — P. 105—122.

#### Учебники и учебные пособия
- Легенькова Е. А., Кащенко Ю. И. Практикум по переводу художественных текстов: учебно-методический комплекс; дополнительная квалификация «Переводчик в сфере профессиональной коммуникации» на базе специальности — 031501.65 Искусствоведение / Е. А. Легенькова, Ю. И. Кащенко ; Санкт-Петербургский гуманитарный ун-т профсоюзов. — Санкт-Петербург: СПбГУП, 2009.
- Легенькова Е. А., Кащенко Ю. И. Основы устного перевода в сфере профессиональной коммуникации (немецкий язык, французский язык): учебно-методический комплекс; дополнительная квалификация «Переводчик в сфере профессиональной коммуникации» на базе специальности № 031501.65 — Искусствоведение / Е. А. Легенькова, Ю. И. Кащенко ; Санкт-Петербургский гуманитарный ун-т профсоюзов. — Санкт-Петербург: СПбГУП, 2009.
- Легенькова Е. А. Язык СМИ и функциональные стили национального литературного языка (французский язык: практикум по учебной дисциплине : методические рекомендации по обеспечению самостоятельной работы студентов по дисциплине «Язык СМИ и функциональные стили национального литературного языка (французский язык)» / Санкт-Петербургский гуманитарный ун-т профсоюзов; сост.: Е. А. Легенькова. — Санкт-Петербург: СПбГУП, 2008.
- Легенькова Е. А. Практикум по культуре речевого общения (второй иностранный язык, французский): учебно-методический комплекс : специальность 031202.65 — Перевод и переводоведение / Санкт-Петербургский гуманитарный ун-т профсоюзов; сост.: Е. А. Легенькова. — Санкт-Петербург: СПбГУП, 2006.

#### Переводы
- Пеги Ш. Наша юность / перевод: Е. А. Легенькова, Е. Н. Джусоева / ред. С. Л. Фокин. СПб.: Наука, 2001.

## Членство в научных и научно-просветительских организациях
- Член Центра Жанны д’Арк—Шарля Пеги при СПбГУ;
- Член Международной ассоциации литературных критиков (AICL — AssociationInternationale des Critiques Littéraires);
- Член Ассоциации по распространению литературных исследований (ADIREL — Association pour la diffusion de la recherche littéraire).

## Награды
Почетный работник высшего профессионального образования Российской Федерации